# Henriëtte van den Bergh
Henriëtte Isabelle Joanna (Henriëtte) van den Bergh (1838 – Antwerpen, 1920), ook wel Henriëtte Mayer-van den Bergh of Henriëtte Mayer van den Bergh, was een Belgisch liefhebber en verzamelaar van kunst. Zij is bekend door de oprichting van Museum Mayer van den Bergh, waarvan zij tot haar overlijden curator was.

## Familie
Zij was de dochter van de Antwerpse Jean Felix Van den Bergh, die gemeenteraadslid, schepen en senator was en die samen met zijn broer Maximiliaan de baas was van Distillerie & Brasserie La Cloche. Dit bedrijf was al drie eeuwen in de handen van de familie Van den Bergh.
Henriette trouwde in 1857 met de Keulse zakenman Emil Mayer (1824-1879), die naar Antwerpen verhuisd was om er een filiaal te openen van  het apotheek- en specerijenbedrijf Ensingh, later Mayer genoemd. Het echtpaar Mayer-Van den Bergh kocht in 1861 de 'Hof van Arenberg', een herenhuis op de hoek van de Lange Gasthuisstraat en de Arenbergstraat en paste het aan naar hun eigen smaak. Dit werd het huidige Hotel Mayer-van den Bergh.
Het echtpaar kreeg twee zonen, Fritz (1858-1901) en Oscar (1859 - 1913). Na de dood van haar man Emil in 1879 trok Henriette zich terug uit het openbare leven en begon een studie van de kunst. Haar oudste zoon Fritz stopte met zijn studie en ging weer bij zijn moeder wonen, terwijl Oscar het familiebedrijf overnam. In 1887 voegde Fritz haar achternaam Van den Bergh toe aan zijn eigen achternaam Mayer, waarop in 1888 beide zonen een adellijke titel werd toegekend. Fritz werd daarna bekend in de wereld van de kunst als 'Ridder Mayer van den Bergh'.

## De oprichting van het museum
Tijdens de jaren dat haar man nog in leven was, was Henriette waarschijnlijk al actief als verzamelaar. In de archieven van het museum heeft haar zoon Fritz namelijk bij aangekochte werken als herkomst de vermelding "Maman" opgenomen. Nadat haar zoon weer bij haar was komen wonen, hield hij zich eerst een tijd bezig met zijn eigen numismatische collectie. Daarna richtte hij zijn aandacht op het catalogiseren van de familiekunst. In 1892 verkochten moeder en zoon een groot deel van hun collectie, vermoedelijk om het Fritz mogelijk te maken grote aankopen te doen met oog op de oprichting van een museum. De volgende negen jaar functioneerde hij als kunsthandelaar, waardoor zijn eigen collectie ging groeien. Na de vroegtijdige dood van Fritz, na een val van een paard, vervulde Henriette zijn droom. Zij gaf architect Joseph Hertogs in 1901 de opdracht om een gebouw in neogotische stijl te bouwen, naast het hotel. Hoewel het gebouw er gotisch uit ziet, is het gebouwd van het toen zeer moderne beton. Voor de vestibule van het museum liet zij door Louis Dupuis een medaillon maken met de beeltenis van haar zoon Fritz.
Zij gaf Hertogs ook opdracht het woonhuis, latere hotel, in 1902 te renoveren.
Zo ontstond volgens onderzoekers van de Universiteit Gent het eerste museum in de wereld dat opgericht en gebouwd werd voor een bestaande privécollectie.
Van den Bergh trok adviseurs aan om haar te helpen met het landgoed van haar zoon en met het veiligstellen van zijn papieren met betrekking tot de kerncollectie die hij bestemd had voor het museum. Ze werd vervolgens zelf curator van het museum, totdat ze overleed in 1920.
De collectie van het museum en het huis schonk ze eerder al, in 1906, aan een Raad van Regenten, die samengesteld was uit vrienden en kunstkenners.

## Liefdadigheid
Naast haar werk aan het museum deed Henriëtte aan liefdadigheidswerk, door verschillende stichtingen te financieren:
- Sint-Henricusstichting, fonds voor gratis verzorging van armoedige patiënten het Sint-Camillusziekenhuis;
- Sint-Fredericusstichting in Mortsel, rusthuis voor onbemiddelde oudere echtparen, ook gebouwd door Joseph Hertogs.[8] Dit werd later woonzorgcentrum Mayerhof;[11]
- Ook in Mortsel hielp zij 43 eengezinswoningen op te trekken als sociale woningen. Deze stonden aan de huidige Mayerlei.

## Onroerend goed
Van den Bergh was als weduwe ook actief in onroerend goed. Zij liet Joseph Hertogs tussen 1905 en 1910 minstens zeventien burgerhuizen en herenhuizen ontwerpen, die gebouwd werden in de betere wijken van Antwerpen. Negen daarvan werden gebouwd aan de Markgravelei, vijf aan de Arthur Goemaerelei. Ook ontwikkelde zij handelshuis "Au Printemps" op de hoek van de Leopoldstraat en de Arenbergstraat.